# Stenophylax
Stenophylax är ett släkte av nattsländor. Stenophylax ingår i familjen husmasknattsländor.

## Bildgalleri

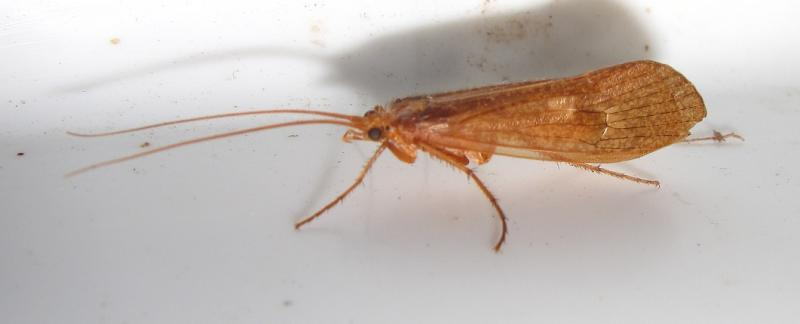

## Dottertaxa tillStenophylax, i alfabetisk ordning[1][2]
- Stenophylax alex
- Stenophylax badukus
- Stenophylax barnolanus
- Stenophylax bischofi
- Stenophylax caesareicus
- Stenophylax caesareus
- Stenophylax caspicus
- Stenophylax clavatus
- Stenophylax coiffaiti
- Stenophylax crossotus
- Stenophylax curvidens
- Stenophylax dentilus
- Stenophylax elongatus
- Stenophylax espanioli
- Stenophylax fissus
- Stenophylax hatatitlus
- Stenophylax indicus
- Stenophylax kitagamii
- Stenophylax koizumii
- Stenophylax lasareus
- Stenophylax lateralis
- Stenophylax lavandieri
- Stenophylax libana
- Stenophylax malaspinus
- Stenophylax malatestus
- Stenophylax maroccanus
- Stenophylax meridiorientalis
- Stenophylax minoicus
- Stenophylax mistus
- Stenophylax mitis
- Stenophylax mucronatus
- Stenophylax muehleni
- Stenophylax nassarei
- Stenophylax nurianus
- Stenophylax nycterobius
- Stenophylax oreinus
- Stenophylax permistus
- Stenophylax racovitzai
- Stenophylax sequax
- Stenophylax serratus
- Stenophylax sinensis
- Stenophylax sipahilerae
- Stenophylax solotarewi
- Stenophylax tauricus
- Stenophylax terekensis
- Stenophylax testaceus
- Stenophylax thaleri
- Stenophylax torosicus
- Stenophylax wageneri
- Stenophylax vibex
- Stenophylax zarathustra